# Saint-André-d'Allas
Pour les articles homonymes, voir Saint-André.
Saint-André-d'Allas [sɛ̃.t‿ɑ̃dʁe dalas] est une commune française située dans le département de la Dordogne, en région Nouvelle-Aquitaine.

## Géographie

### Généralités
Dans le quart sud-est du département de la Dordogne, en Périgord noir, la commune de Saint-André-d'Allas est arrosée par la Petite Beune. C'est une commune rurale qui fait partie de l'aire d'attraction de Sarlat-la-Canéda, zonage d’étude défini par l'Insee, qui a remplacé en 2020 l'aire urbaine de Sarlat-la-Canéda dont elle faisait partie.
Au sud de la route départementale (RD) 25, le petit bourg de Saint-André-d'Allas se situe, en distances orthodromiques, quatre kilomètres à l'ouest du centre-ville de Sarlat-la-Canéda et vingt kilomètres au sud de celui de Montignac-Lascaux.
Le territoire communal est également desservi au nord par la RD 47.
Entre deux de zones du territoire de Marquay, le sentier de grande randonnée GR 6 fait une incursion de 500 mètres dans le nord de la commune, passant devant les cabanes du Breuil.

### Communes limitrophes
Saint-André-d'Allas est limitrophe de sept autres communes, dont Les Eyzies au nord-ouest sur environ 300 mètres.
| Les Eyzies, Meyrals | Marquay             |                  |
| Castels et Bézenac  | Saint-André-d'Allas | Sarlat-la-Canéda |
| Beynac-et-Cazenac   |                     | Vézac            |

### Géologie et relief

#### Géologie
Situé sur la plaque nord du Bassin aquitain et bordé à son extrémité nord-est par une frange du Massif central, le département de la Dordogne présente une grande diversité géologique. Les terrains sont disposés en profondeur en strates régulières, témoins d'une sédimentation sur cette ancienne plate-forme marine. Le département peut ainsi être découpé sur le plan géologique en quatre gradins différenciés selon leur âge géologique. Saint-André-d'Allas est située dans le troisième gradin à partir du nord-est, un plateau formé de calcaires hétérogènes du Crétacé.
Les couches affleurantes sur le territoire communal sont constituées de formations superficielles du Quaternaire datant du Cénozoïque et de roches sédimentaires du Mésozoïque. La formation la plus ancienne, notée c3b-c, date du Coniacien moyen à supérieur, composée de calcaires bioclastiques grossiers et quartzeux jaunes à bryozoaires et  gastéropodes, à niveaux gréseux (formation des Eyzies). La formation la plus récente, notée Fy3-z, fait partie des formations superficielles de type alluvions subactuelles à actuelles. Le descriptif de ces couches est détaillé dans  la feuille « no 808 - Sarlat-la-Canéda » de la carte géologique au 1/50 000 de la France métropolitaine, et sa notice associée.

Carte géologique de Saint-André-d'Allas.

#### Relief et paysages

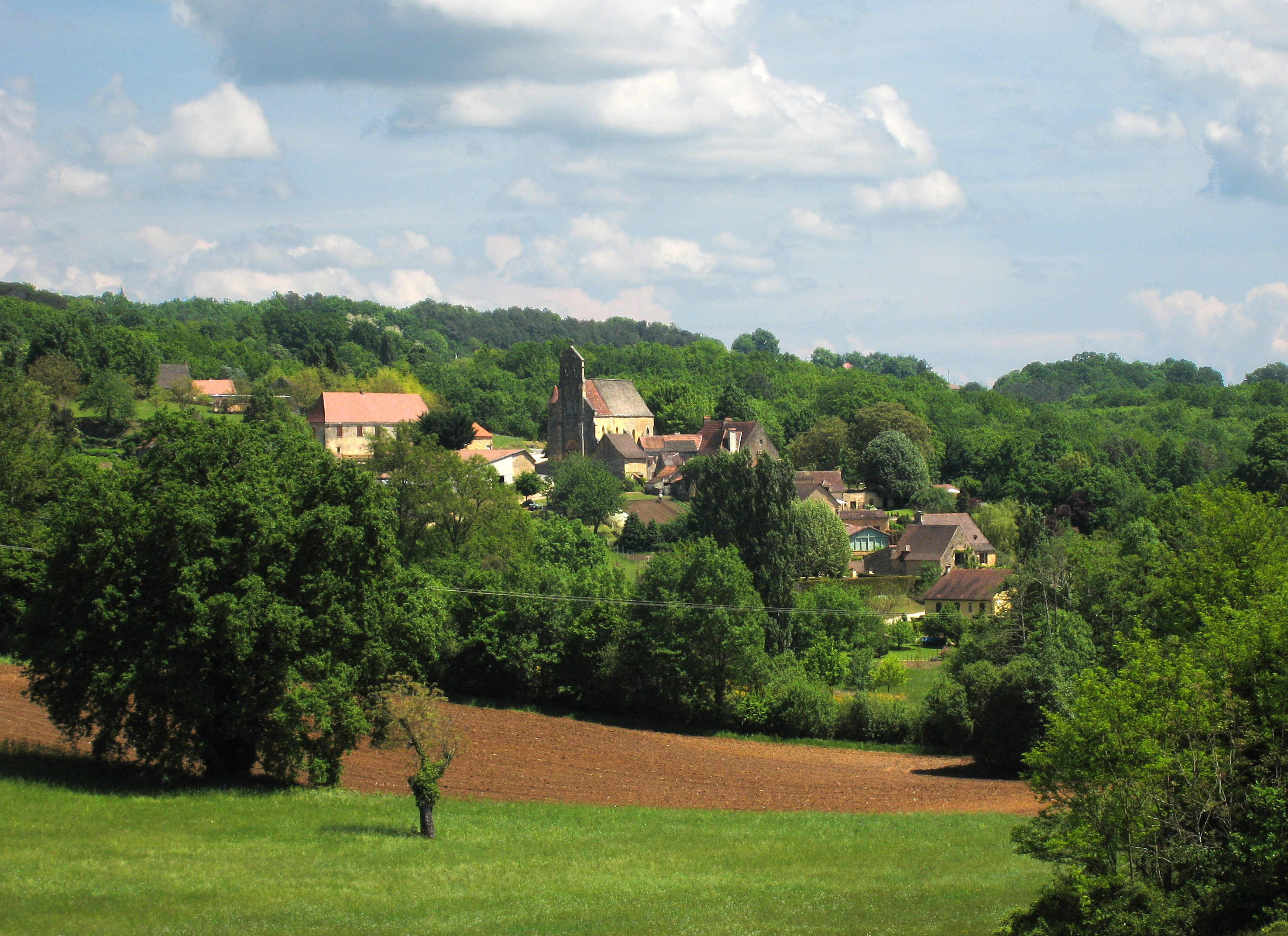
Le bourg de Saint-André-d'Allas, entouré par la forêt.

Le département de la Dordogne se présente comme un vaste plateau incliné du nord-est (491 m, à la forêt de Vieillecour dans le Nontronnais, à Saint-Pierre-de-Frugie) au sud-ouest (2 m à Lamothe-Montravel). L'altitude du territoire communal varie quant à elle entre 106 mètres et 287 mètres,.
Dans le cadre de la Convention européenne du paysage entrée en vigueur en France le 1er juillet 2006, renforcée par la loi du 8 août 2016 pour la reconquête de la biodiversité, de la nature et des paysages, un atlas des paysages de la Dordogne a été élaboré sous maîtrise d’ouvrage de l’État et publié en octobre 2020. Les paysages du département s'organisent en huit unités paysagères,. La commune fait partie du Périgord noir, un paysage vallonné et forestier, qui ne s’ouvre que ponctuellement autour de vallées-couloirs et d’une multitude de clairières de toutes tailles. Il s'étend du nord de la Vézère au sud de la Dordogne (en amont de Lalinde) et est riche d’un patrimoine exceptionnel.
La superficie cadastrale de la commune publiée par l'Insee, qui sert de référence dans toutes les statistiques, est de 28,77 km2,,. La superficie géographique, issue de la BD Topo, composante du Référentiel à grande échelle produit par l'IGN, est quant à elle de 29,49 km2.

### Hydrographie

#### Réseau hydrographique
La commune est située dans le bassin de la Dordogne au sein du Bassin Adour-Garonne. Elle est drainée par la Petite Beune, le ruisseau de Pontou, le ruisseau d'Allas et le ruisseau de Puymartin, qui constituent un réseau hydrographique de 14 km de longueur totale,.
La Petite Beune, ou Beune du Paradoux dans sa partie amont, d'une longueur totale de 11,74 km, prend sa source dans la commune de Marquay et se jette dans la Grande Beune en rive gauche aux Eyzies, en bordure de la RD 47. Elle arrose le nord-ouest de la commune sur près de deux kilomètres dont une partie sert de limite territoriale face à Marquay.
Son affluent de rive gauche le ruisseau de Puymartin baigne le nord-ouest du territoire communal sur plus de trois kilomètres et demi.
Le ruisseau d'Allas, affluent gauche du ruisseau de Puymartin, prend sa source sur la commune qu'il baigne sur 1,3 kilomètre.
Affluent de rive droite de la Dordogne, le ruisseau de Pontou prend sa source sur la commune et l'arrose en direction du sud sur plus de trois kilomètres et demi dont 800 mètres lui servent de limite naturelle, face à Vézac.

Réseaux hydrographique et routier de Saint-André-d'Allas.
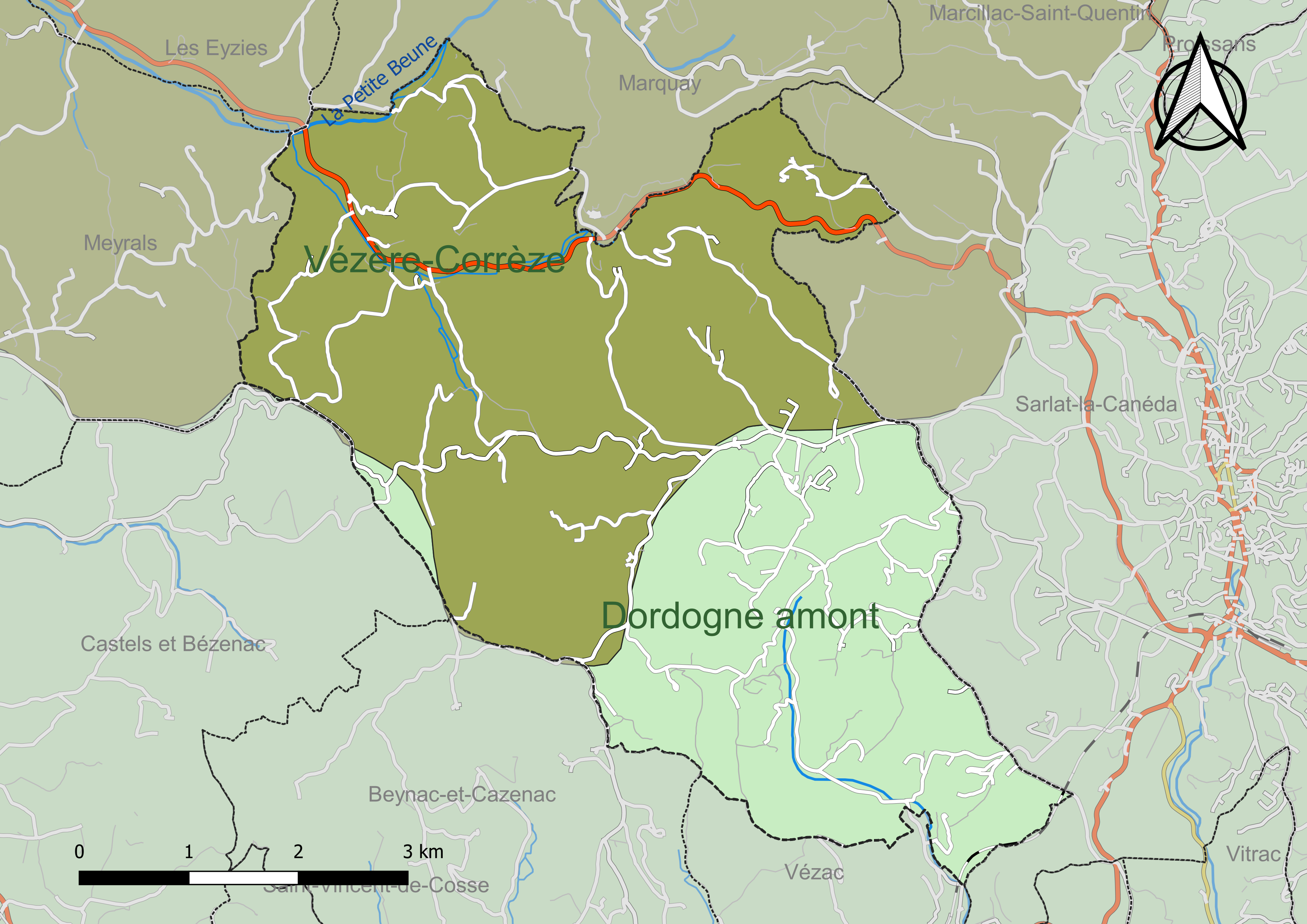
Carte des schémas d'aménagement et de gestion des eaux (SAGE) couvrant le territoire communal de Saint-André-d'Allas.

#### Gestion et qualité des eaux
Le territoire communal est couvert par les schémas d'aménagement et de gestion des eaux (SAGE) « Dordogne amont » et « Vézère-Corrèze ». Le SAGE « Dordogne amont », dont le territoire s'étend des sources de la Dordogne jusqu'à la confluence de la Vézère à Limeuil, d'une superficie de 9 700 km2 est en cours d'élaboration. La structure porteuse de l'élaboration et de la mise en œuvre est l'établissement public territorial de bassin de la Dordogne (EPIDOR). Le SAGE « Vézère-Corrèze », dont le territoire regroupe les bassins versants de la Vézère et de la Corrèze, d'une superficie de 3 730 km2 est en cours d'élaboration. La structure porteuse de l'élaboration et de la mise en œuvre est le conseil départemental de la Corrèze. Ils définissent chacun sur leur territoire les objectifs généraux d’utilisation, de mise en valeur et de protection quantitative et qualitative des ressources en eau superficielle et souterraine, en respect des objectifs de qualité définis dans le troisième SDAGE  du Bassin Adour-Garonne qui couvre la période 2022-2027, approuvé le 10 mars 2022.
Au nord, près des deux tiers du territoire communal correspondent au bassin versant des Beunes et dépendent du SAGE Vézère-Corrèze. Au sud, la zone restante est rattachée au SAGE Dordogne amont.
La qualité des eaux de baignade et des cours d’eau peut être consultée sur un site dédié géré par les agences de l’eau et l’Agence française pour la biodiversité.

### Climat
Pour des articles plus généraux, voir Climat de la Nouvelle-Aquitaine et Climat de la Dordogne.
Historiquement, la commune est exposée à un climat océanique aquitain.  
En 2020, Météo-France publie une typologie des climats de la France métropolitaine dans laquelle la commune est exposée à un climat océanique altéré et est dans une zone de transition entre les régions climatiques « Aquitaine, Gascogne » et « Ouest et nord-ouest du Massif Central ». La première est caractérisée par une pluviométrie abondante au printemps, modérée en automne, un faible ensoleillement au printemps, un été chaud (19,5 °C), des vents faibles, des brouillards fréquents en automne et en hiver et des orages fréquents en été (15 à 20 jours).  La seconde présente une pluviométrie annuelle de 900 à 1 500 mm, maximale en automne et en hiver.
Pour la période 1971-2000, la température annuelle moyenne est de 12,3 °C, avec  une amplitude thermique annuelle de 15,4 °C. Le cumul annuel moyen de précipitations est de 960 mm, avec 12,1 jours de précipitations en janvier et 7,1 jours en juillet. Pour la période 1991-2020, la température moyenne annuelle observée sur la station météorologique la plus proche, située sur la commune de Salignac-Eyvigues à 16 km à vol d'oiseau, est de 13,0 °C et le cumul annuel moyen de précipitations est de 907,1 mm,. Pour l'avenir, les paramètres climatiques de la commune estimés pour 2050 selon différents scénarios d’émission de gaz à effet de serre sont consultables sur un site dédié publié par Météo-France en novembre 2022.

## Urbanisme

### Typologie
Au 1er janvier 2024, Saint-André-d'Allas est catégorisée commune rurale à habitat très dispersé, selon la nouvelle grille communale de densité à 7 niveaux définie par l'Insee en 2022.
Elle est située hors unité urbaine. Par ailleurs la commune fait partie de l'aire d'attraction de Sarlat-la-Canéda, dont elle est une commune de la couronne,. Cette aire, qui regroupe 45 communes, est catégorisée dans les aires de moins de 50 000 habitants,.

### Occupation des sols
L'occupation des sols de la commune, telle qu'elle ressort de la base de données européenne d’occupation biophysique des sols Corine Land Cover (CLC), est marquée par l'importance des forêts et milieux semi-naturels (71,1 % en 2018), une proportion sensiblement équivalente à celle de 1990 (71 %). La répartition détaillée en 2018 est la suivante : 
forêts (71,1 %), zones agricoles hétérogènes (24,8 %), prairies (4,1 %). L'évolution de l’occupation des sols de la commune et de ses infrastructures peut être observée sur les différentes représentations cartographiques du territoire : la carte de Cassini (XVIIIe siècle), la carte d'état-major (1820-1866) et les cartes ou photos aériennes de l'IGN pour la période actuelle (1950 à aujourd'hui).

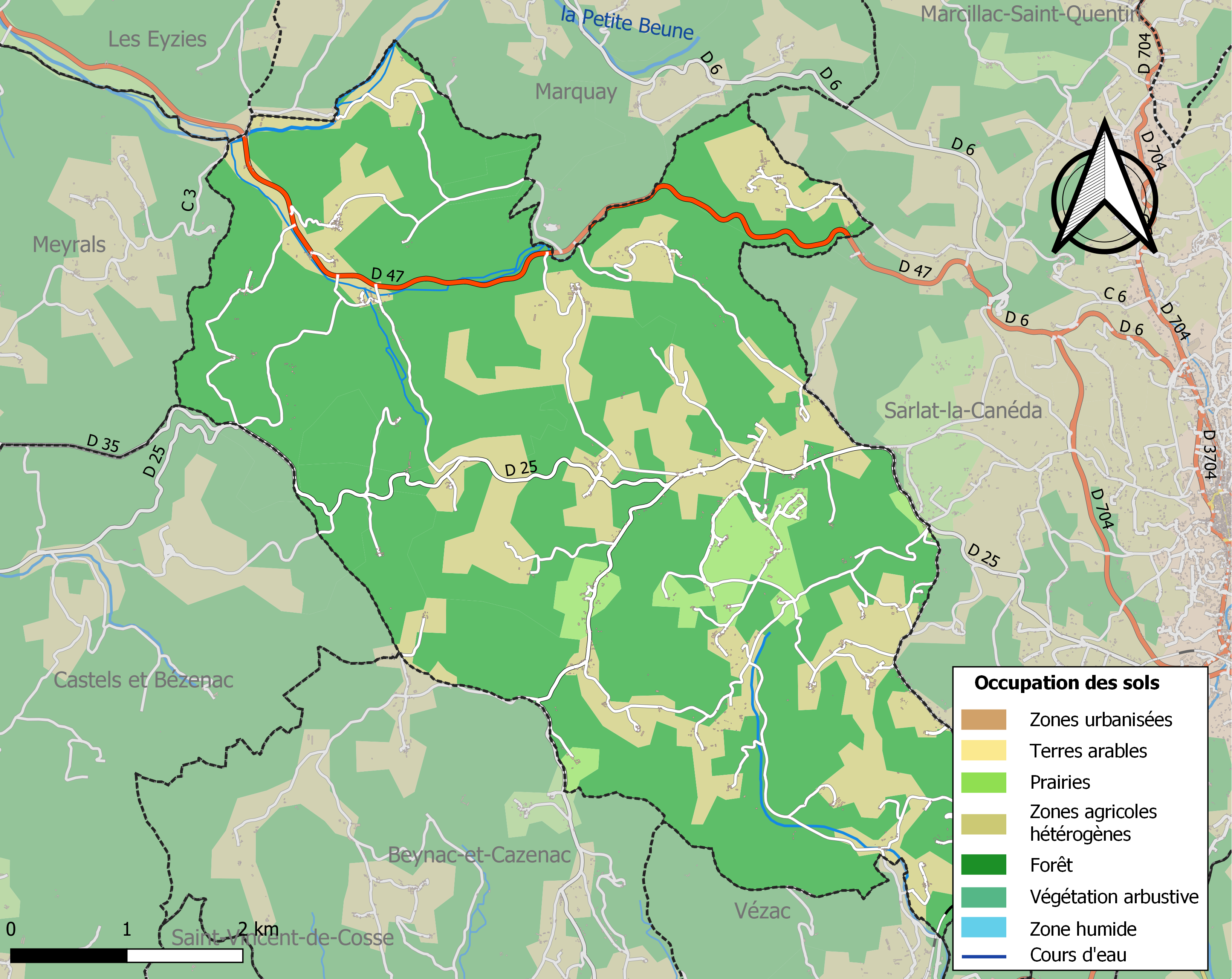
Carte des infrastructures et de l'occupation des sols de la commune en 2018 (CLC).

### Prévention des risques
Le territoire de la commune de Saint-André-d'Allas est vulnérable à différents aléas naturels : météorologiques (tempête, orage, neige, grand froid, canicule ou sécheresse), feux de forêts, mouvements de terrains et séisme (sismicité très faible). Un site publié par le BRGM permet d'évaluer simplement et rapidement les risques d'un bien localisé soit par son adresse soit par le numéro de sa parcelle.
Saint-André-d'Allas est exposée au risque de feu de forêt. L’arrêté préfectoral du 14 mars 2013 fixe les conditions de pratique des incinérations et de brûlage dans un objectif de réduire le risque de départs d’incendie. À ce titre, des périodes sont déterminées : interdiction totale du 15 février au 15 mai et du 15 juin au 15 octobre, utilisation réglementée du 16 mai au 14 juin et du 16 octobre au 14 février. En septembre 2020, un plan inter-départemental de protection des forêts contre les incendies (PidPFCI) a été adopté pour la période 2019-2029,.

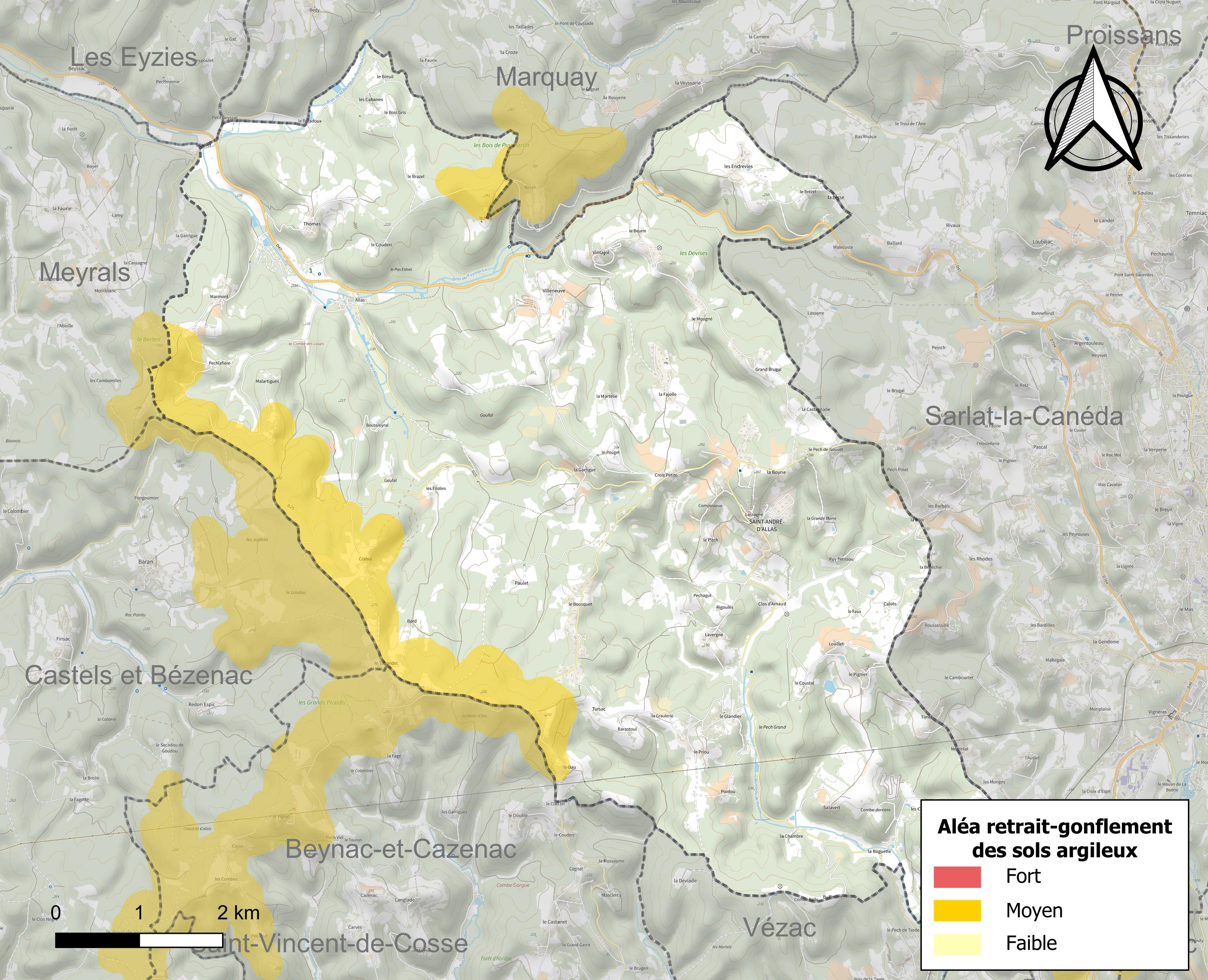
Carte des zones d'aléa retrait-gonflement des sols argileux de Saint-André-d'Allas.

Les mouvements de terrains susceptibles de se produire sur la commune sont des affaissements et effondrements liés aux cavités souterraines (hors mines) et des tassements différentiels. Afin de mieux appréhender le risque d’affaissement de terrain, un inventaire national permet de localiser les éventuelles cavités souterraines sur la commune. Le retrait-gonflement des sols argileux est susceptible d'engendrer des dommages importants aux bâtiments en cas d’alternance de périodes de sécheresse et de pluie. 8,1 % de la superficie communale est en aléa moyen ou fort (58,6 % au niveau départemental et 48,5 % au niveau national métropolitain). Depuis le 1er octobre 2020, en application de la loi ÉLAN, différentes contraintes s'imposent aux vendeurs, maîtres d'ouvrages ou constructeurs de biens situés dans une zone classée en aléa moyen ou fort,.
La commune a été reconnue en état de catastrophe naturelle au titre des dommages causés par les inondations et coulées de boue survenues en 1982, 1997 et 1999, par la sécheresse en 1989, 2005 et 2011 et par des mouvements de terrain en 1999.

## Toponymie
En occitan, la commune porte le nom de Sent Andriu e Alàs.

## Histoire

### Préhistoire
Moustérien et Aurignacien au site de plein air du Dau (à 2,6 km au sud-ouest du bourg, près de la limite de commune avec Beynac-et-Cazenac).

### XIXesiècle
Au cours de la période révolutionnaire de la Convention nationale (1792-1795), la commune d'Allas-l'Évêque porta le nom d'Allas-la-Liberté.

En 1825, la commune d'Allas-l'Évêque fusionne avec Saint-André-d'Allas, sous le nom de Saint-André-d'Allas.

## Politique et administration

### Administration municipale
La population de la commune étant comprise entre 500 et 1 499 habitants au recensement de 2017, quinze conseillers municipaux ont été élus en 2020,.

### Liste des maires

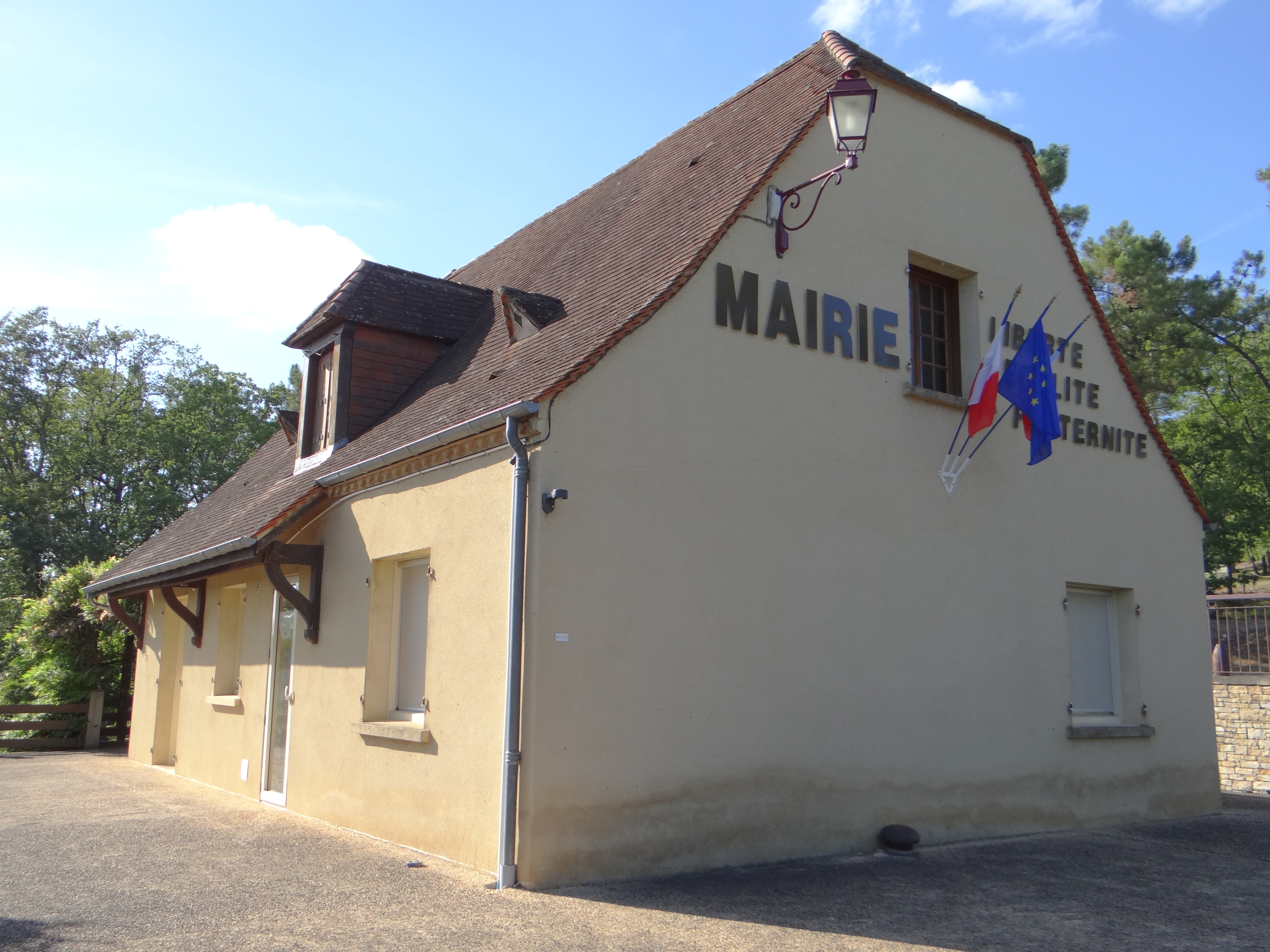
La mairie de Saint-André-d'Allas.

| Période                                  | Période   | Identité        | Étiquette | Qualité          |
| ---------------------------------------- | --------- | --------------- | --------- | ---------------- |
| Les données manquantes sont à compléter. |           |                 |           |                  |
|                                          |           |                 |           |                  |
| avant 1995                               | ?         | Fernand Albié   |           |                  |
| 1997                                     | mars 2014 | Roland Manet    | SE        | Facteur retraité |
| mars 2014 (réélu en mai 2020)            | En cours  | Patrick Salinié |           |                  |

## Équipements et services publics

### Justice
Dans le domaine judiciaire, Saint-André-d'Allas relève : 
- du tribunal de proximité de Sarlat-la-Canéda ;
- du tribunal judiciaire, du tribunal pour enfants, du conseil de prud'hommes et du tribunal de commerce de Bergerac ;
- du pôle Nationalité du tribunal judiciaire de Périgueux (compétent uniquement dans le domaine de la nationalité) ;
- de la cour d'appel et de la  cour administrative d'appel de Bordeaux.

## Population et société

### Démographie
Jusqu'en 1825, les communes d'Allas-l'Évêque et de Saint-André étaient indépendantes. En 1825, Allas-l'Évêque fusionne avec Saint-André qui devient Saint-André-d'Allas.

#### Démographie d'Allas-l'Évêque
| 1793 | 1800 | 1806 | 1821 |
| ---- | ---- | ---- | ---- |
| 263  | 155  | 269  | 206  |

#### Démographie de Saint-André, puis de Saint-André-d'Allas
L'évolution du nombre d'habitants est connue à travers les recensements de la population effectués dans la commune depuis 1793. Pour les communes de moins de 10 000 habitants, une enquête de recensement portant sur toute la population est réalisée tous les cinq ans, les populations de référence des années intermédiaires étant quant à elles estimées par interpolation ou extrapolation. Pour la commune, le premier recensement exhaustif entrant dans le cadre du nouveau dispositif a été réalisé en 2004.

En 2022, la commune comptait 885 habitants, en évolution de +7,66 % par rapport à 2016 (Dordogne : +0,37 %, France hors Mayotte : +2,11 %).
| 1793 | 1800 | 1806 | 1821 | 1831 | 1836 | 1841 | 1846 | 1851  |
| ---- | ---- | ---- | ---- | ---- | ---- | ---- | ---- | ----- |
| 757  | 522  | 516  | 398  | 817  | 956  | 908  | 937  | 1 027 |

| 1856  | 1861  | 1866 | 1872 | 1876 | 1881 | 1886 | 1891 | 1896 |
| ----- | ----- | ---- | ---- | ---- | ---- | ---- | ---- | ---- |
| 1 049 | 1 049 | 963  | 965  | 927  | 898  | 846  | 795  | 759  |

| 1901 | 1906 | 1911 | 1921 | 1926 | 1931 | 1936 | 1946 | 1954 |
| ---- | ---- | ---- | ---- | ---- | ---- | ---- | ---- | ---- |
| 716  | 728  | 679  | 579  | 582  | 555  | 539  | 471  | 419  |

| 1962 | 1968 | 1975 | 1982 | 1990 | 1999 | 2004 | 2006 | 2009 |
| ---- | ---- | ---- | ---- | ---- | ---- | ---- | ---- | ---- |
| 393  | 355  | 351  | 444  | 529  | 592  | 658  | 683  | 772  |

| 2014 | 2019 | 2022 | - | - | - | - | - | - |
| ---- | ---- | ---- | - | - | - | - | - | - |
| 830  | 856  | 885  | - | - | - | - | - | - |

## Économie

### Emploi
En 2015, parmi la population communale comprise entre 15 et 64 ans, les actifs représentent 392 personnes, soit 47,3 % de la population municipale. Le nombre de chômeurs (cinquante-quatre) a augmenté par rapport à 2010 (trente-quatre) et le taux de chômage de cette population active s'établit à 13,8 %.

### Établissements
Au 31 décembre 2015, la commune compte 71 établissements, dont quarante-huit au niveau des commerces, transports ou services, dix dans l'agriculture, la sylviculture ou la pêche, sept relatifs au secteur administratif, à l'enseignement, à la santé ou à l'action sociale, quatre dans la construction, et deux dans l'industrie.

## Culture locale et patrimoine

### Lieux et monuments
- Château du Roc ou du Roch, XVIIIe siècle, inscrit au titre des Monuments historiques en 1948[57] ;
- Les cabanes du Breuil, XIXe siècle, cabanes en pierres sèches, classées au titre des Monuments historiques en 1995[58] ;
- L'église Saint-André, église du bourg de Saint-André-d'Allas, du XIVe siècle-XVe siècle, inscrite au titre des Monuments historiques en 1926[59] ;
- L'église Saint-Barthélemy, église du hameau d'Allas-l'Evêque, du XIIIe siècle, inscrite au titre des Monuments historiques en 1926[60] ;
- Autel, dit aussi croix de Lassagne, du XVIe siècle, classé au titre des Monuments historiques en 1931[61]
- Grotte du Pas-Estrét, gisement du Roch et abri sous roche, classés au titre des Monuments historiques en 1932[62].

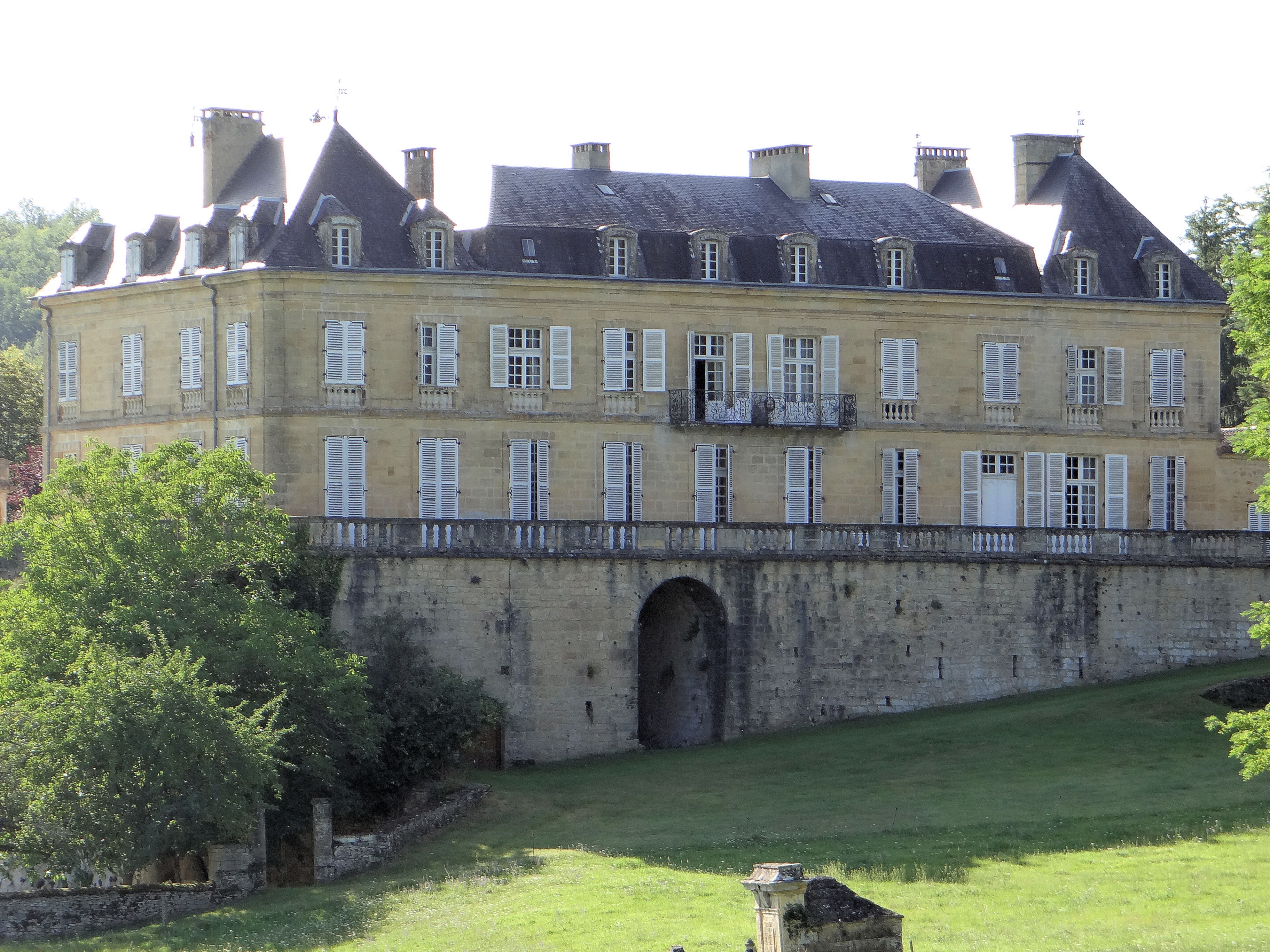
Le château du Roc.
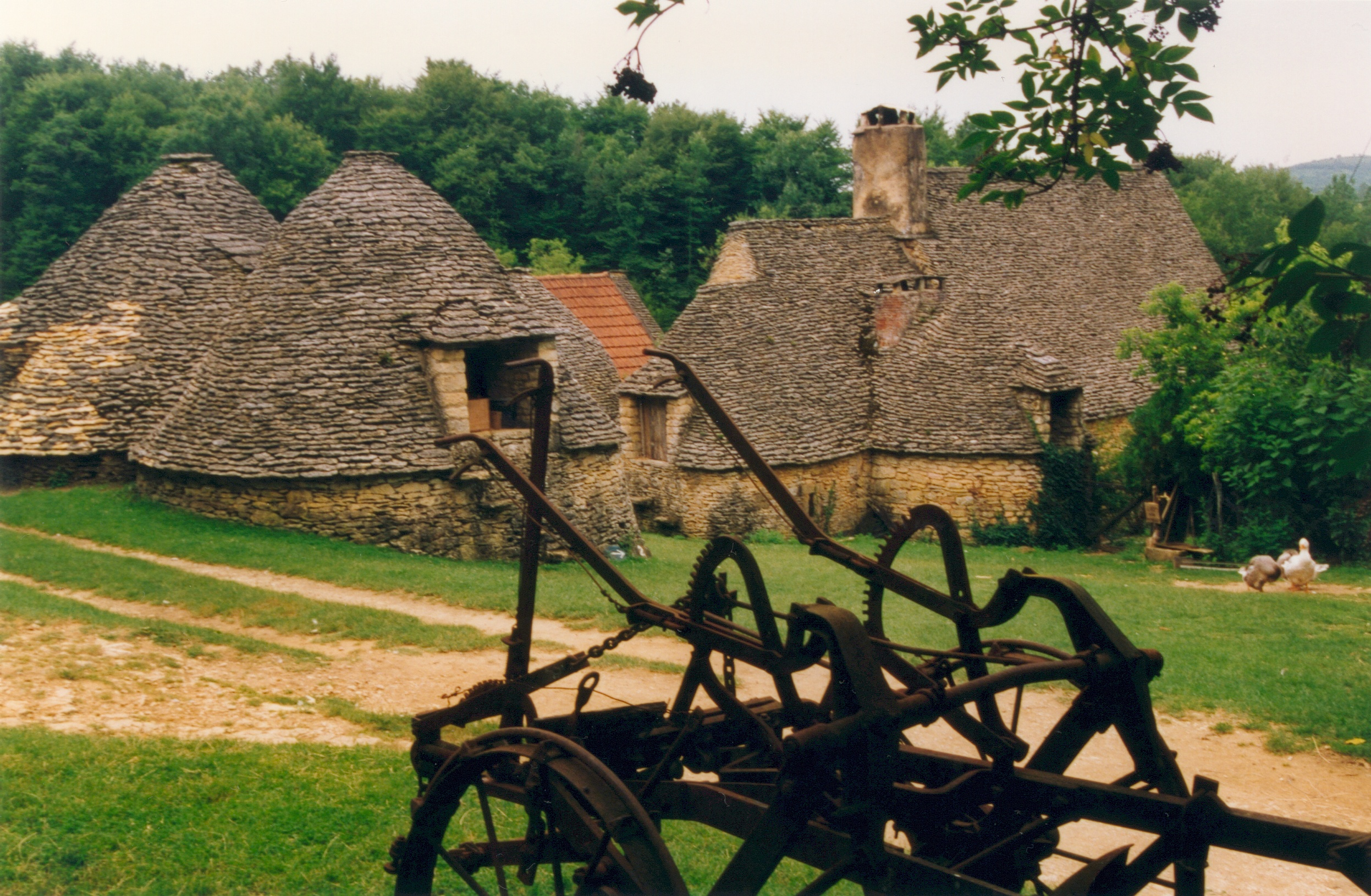
Les cabanes du Breuil.
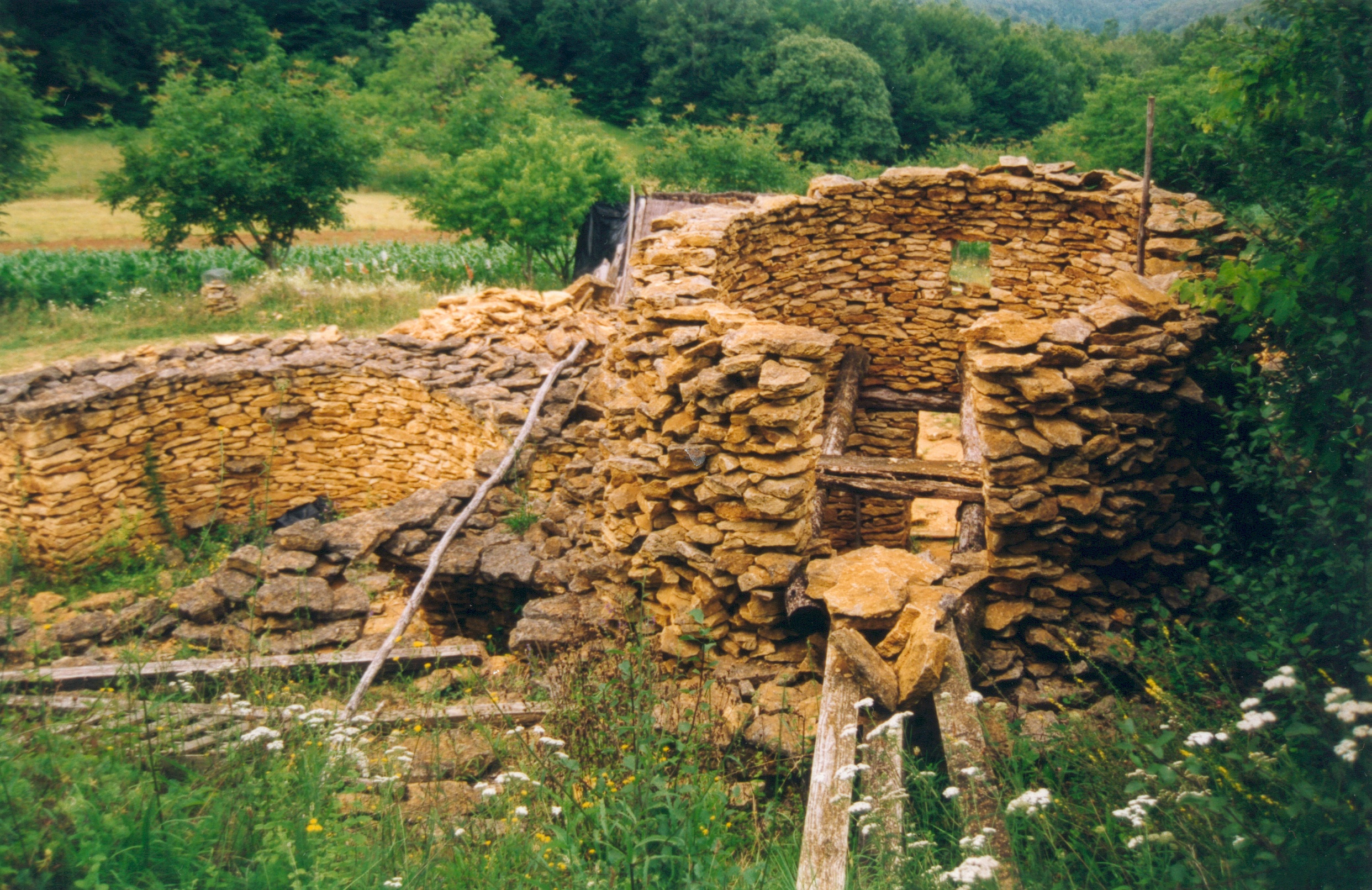
Les cabanes du Breuil.
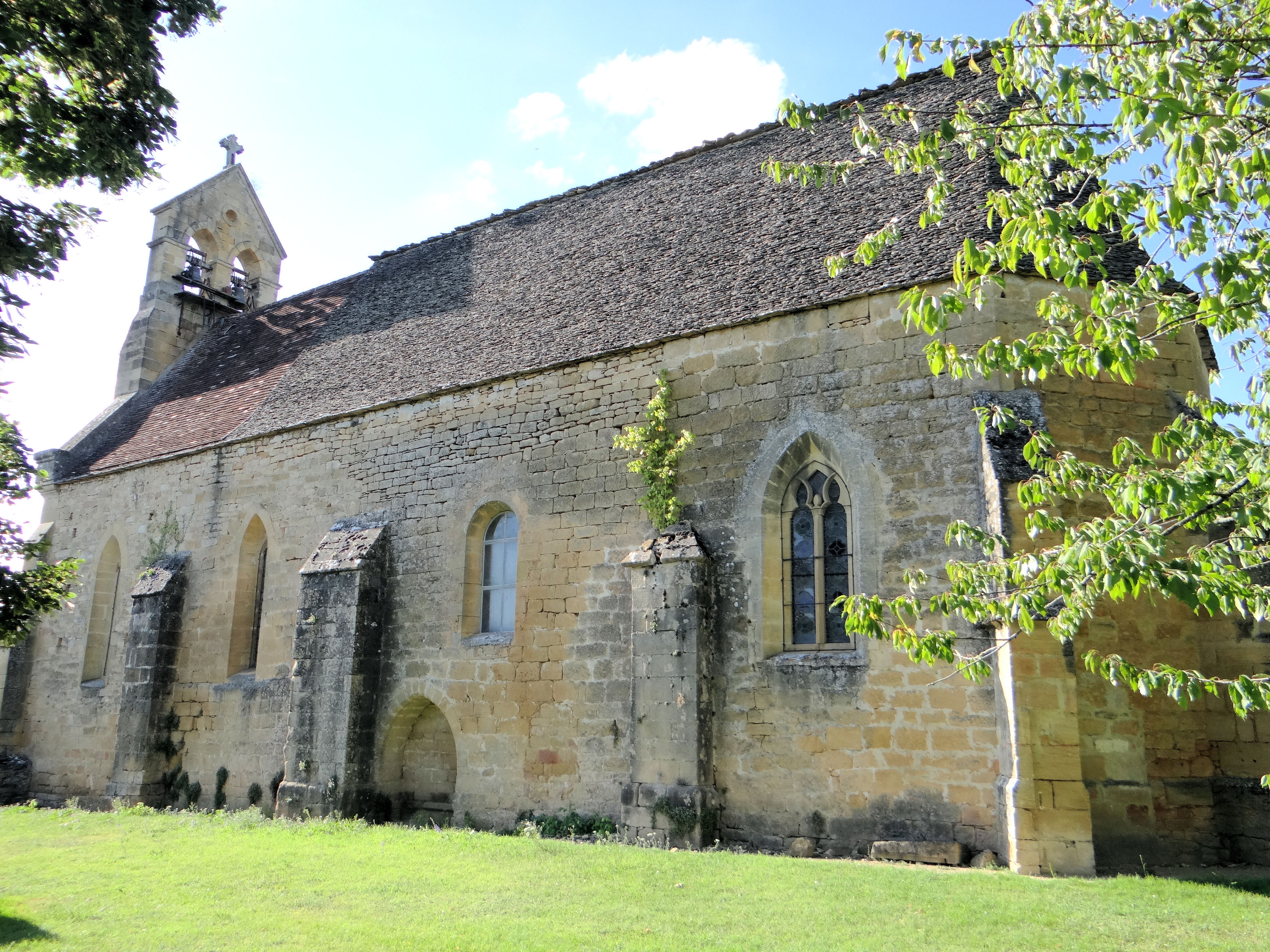
L'église Saint-André de Saint-André-d'Allas.
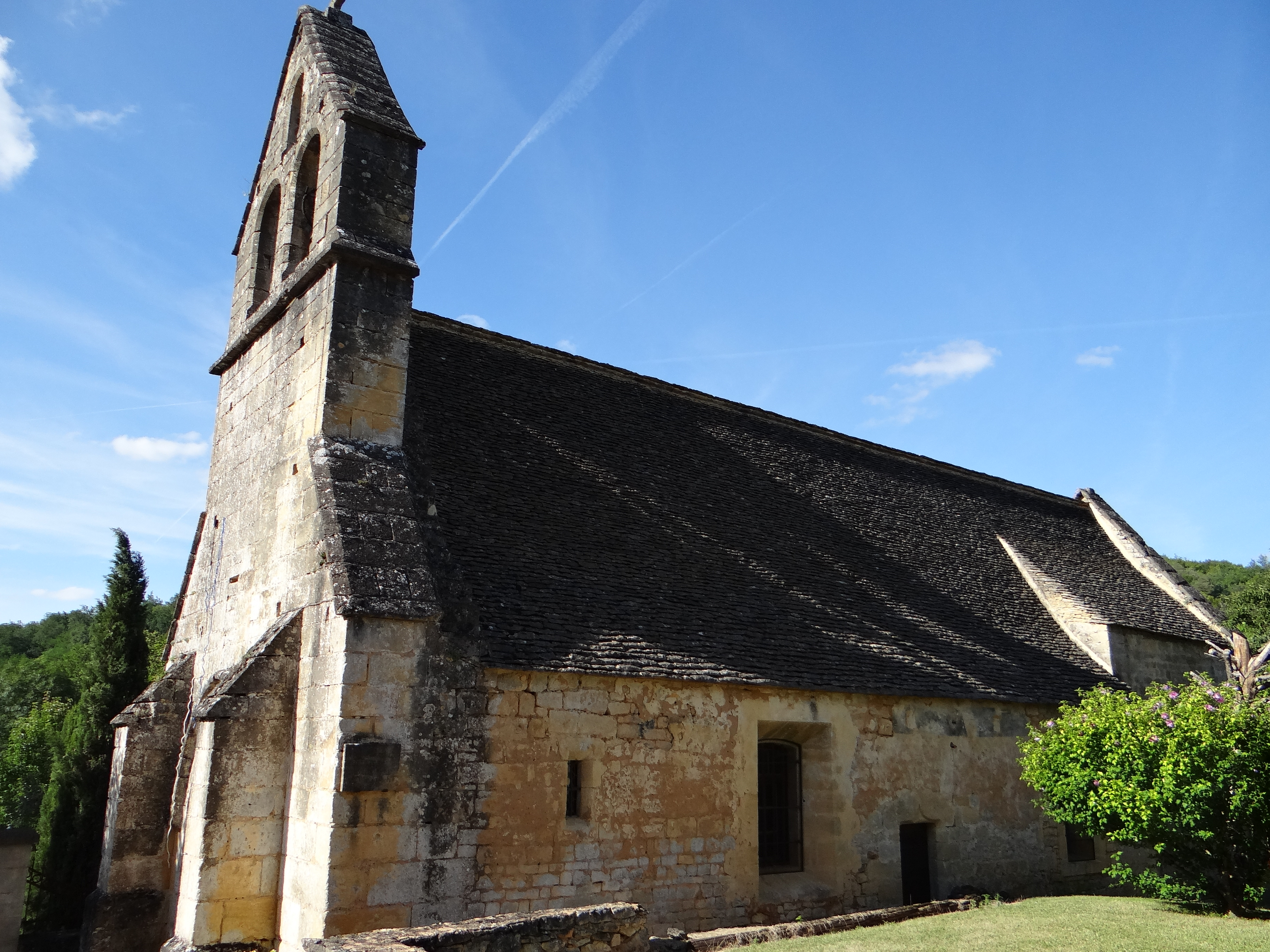
L'église Saint-Barthélemy d'Allas-l'Evêque.

### Personnalités liées à la commune
- Édouard Kauffmann (1895-1944), lieutenant-colonel qui appartenait au réseau de résistance Alliance et qui fut fusillé par les Allemands, inhumé à Saint-André-d'Allas[63].
- Max Favalelli (1905-1989), journaliste français, homme de lettres, concepteur de mots croisés et juge arbitre de jeux télévisés, inhumé à Saint-André-d'Allas[63].
- Maurice Southgate (1913-1990), agent secret britannique inhumé à Saint-André-d'Allas.
- Maurice Pinguet (1929 - 1991), directeur de l’Institut franco-japonais de Tokyo de 1963 à 1968, professeur à la Sorbonne de 1968 à 1969, professeur de littérature française à l’Université de Tokyo à partir de 1979. Auteur de nombreuses publications en revue sur la littérature et les civilisations française et japonaise, il publia en 1985 La Mort volontaire au Japon, inhumé à Saint-André-d'Allas[63].

### Héraldique
| Blason de Saint-André-d'Allas | Blason  | De gueules à la cabane de pierre cousue d'azur et ouverte du champ; au chef cousu d'azur chargé d'un sautoir réduit cousu de gueules. * Ces armes emploient le terme « cousu » dans le seul but de contrevenir à la règle de contrariété des couleurs : elles sont fautives. |
| Blason de Saint-André-d'Allas | Détails | Le statut officiel du blason reste à déterminer. |

## Pour approfondir